# Anatoma conica
Anatoma conica is een slakkensoort uit de familie van de Anatomidae. De wetenschappelijke naam van de soort werd in 1841 voor het eerst geldig gepubliceerd door Alcide d'Orbigny.